# Demetrioskirche (Matkiw)

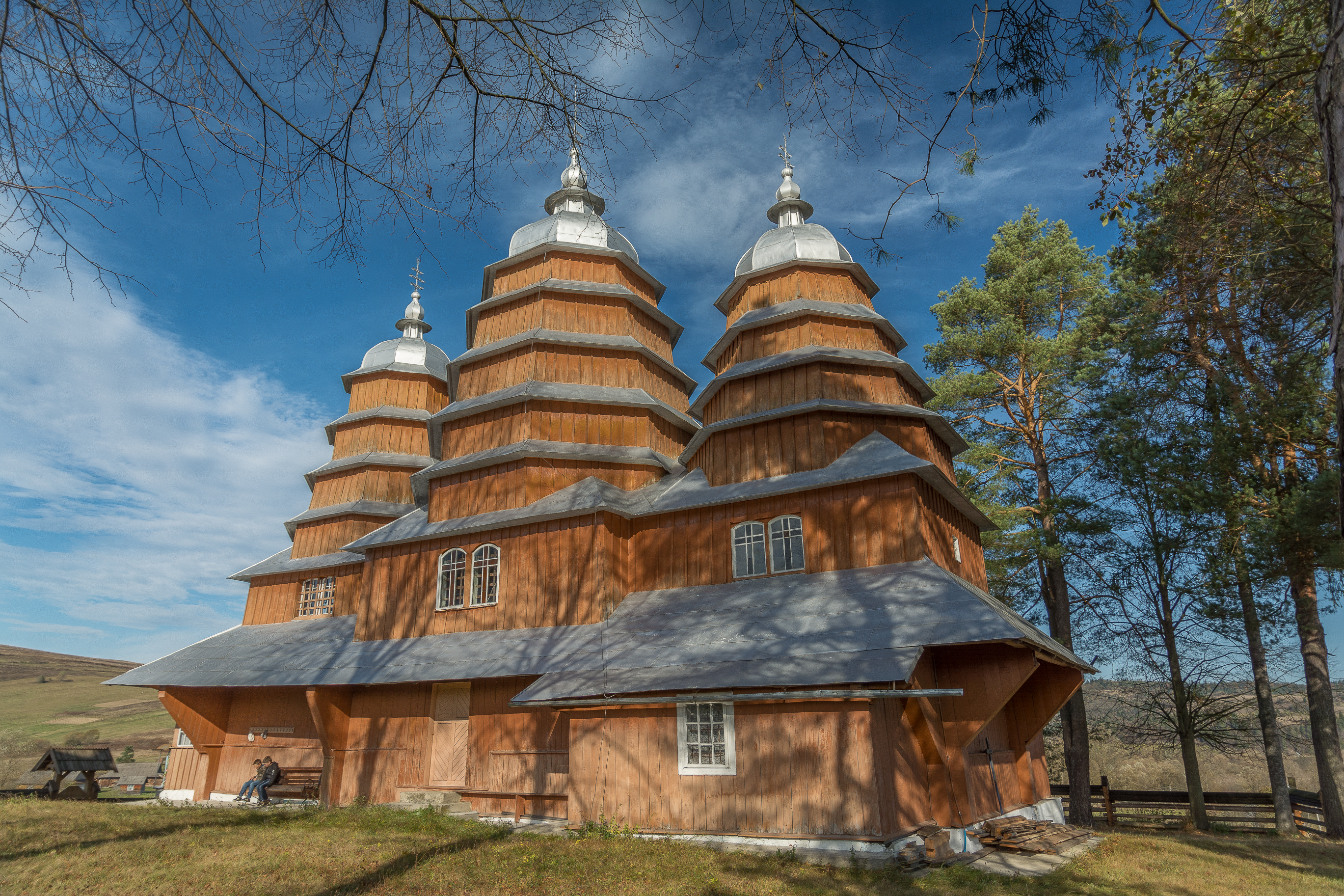
Gesamtansicht von Südosten (2019)

Die Demetrioskirche (ukrainisch Церква Св. Дмитра Zerkwa Sw. Dmytra) ist eine Holzkirche in Matkiw (Матків; Rajon Stryj) in der Oblast Lwiw in der Ukraine. Die Kirche gehört zum grenzübergreifenden UNESCO-Welterbe „Holzkirchen der Karpatenregion“. Die ehemalige Kirche der Gottesgebärerin (Церква Собору Пресвятої Богородиці Zerkwa Soboru Preswjatoji Bohorodyzi) wird als Demetrioskirche von der griechisch-katholischen Kirche genutzt.

## Lage
Die Kirche liegt auf einer Anhöhe in der Mitte des Dorfes mit nahezu 500 Einwohnern. Sie ist geostet. Die Stadt Lwiw (Lemberg) liegt etwa 120 Kilometer nordöstlich, die Grenze zu Polen ist 25 Kilometer entfernt.

## Geschichte
Seit dem 17. Jahrhundert befand sich an dem Standort eine Kirche der Gottesgebärerin, die im 19. Jahrhundert dem Verfall preisgegeben war. Nach einer Stiftung des Ehepaars Matkowski wurde diese abgebrochen. An ihrer Stelle bauten die Meister Iwan Melnykowytsch und Wassyl Iwanowytsch 1838 eine neue Holzkirche. Die Sakristei wurde 1928 fertiggestellt. Mychajl Weklytsch errichtete 1924 den freistehenden Glockenturm im Südwesten der Kirche.
Die Kirche war von 1949 bis 1989 geschlossen. Nach der Wiederaufnahme der Gottesdienste durch die griechisch-katholische Kirche wurde sie dem Heiligen Demetrios von Thessaloniki umgewidmet.
Die Kirche ist ein Baudenkmal von nationaler Bedeutung und wurde 2010 mit sieben weiteren Holzkirchen in der Ukraine in die Tentativliste des Weltkulturerbes aufgenommen. Die Einschreibung erfolgte am 21. Juni 2013 gemeinsam mit acht weiteren Objekten der Ostkirchen in Polen.

## Beschreibung

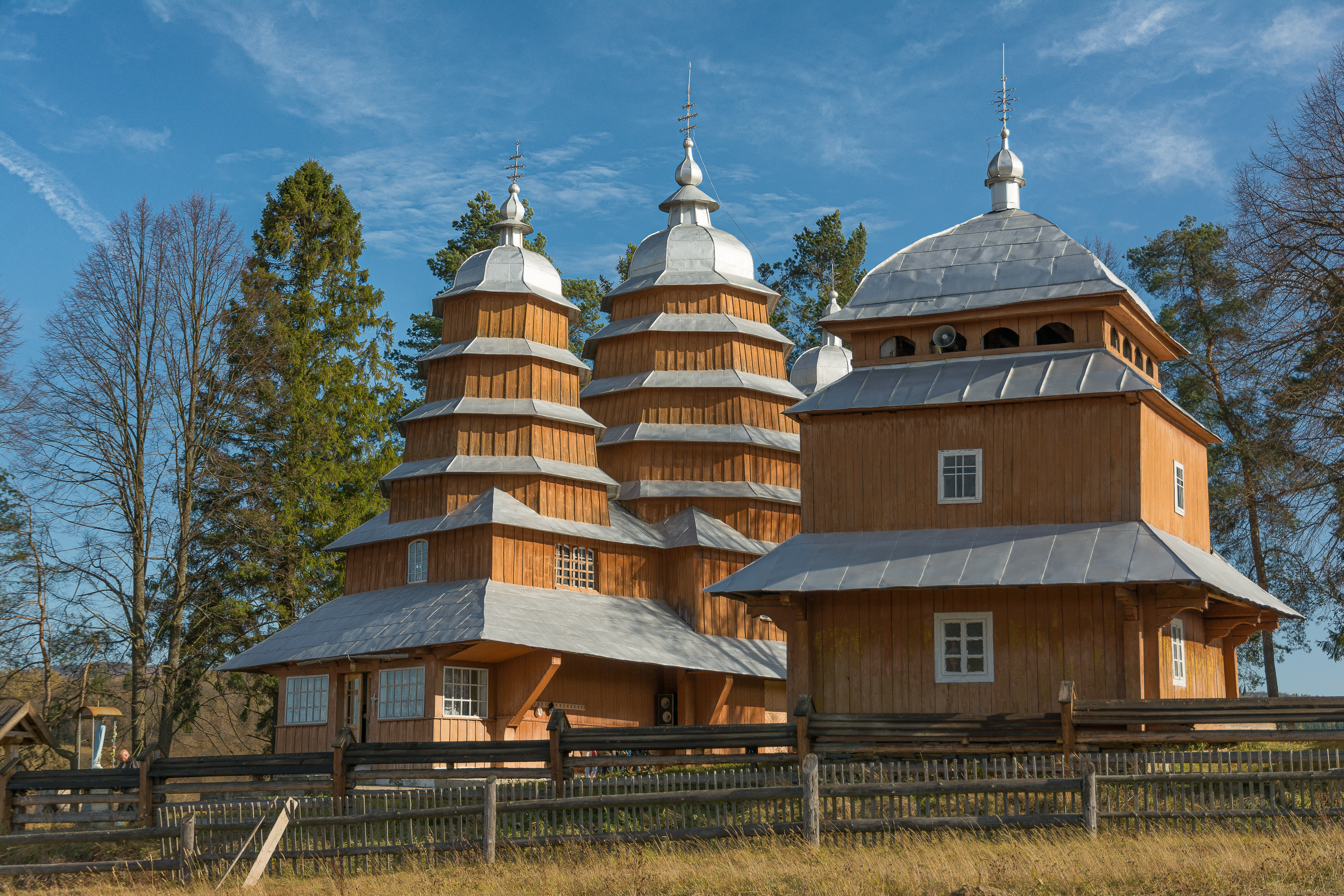
Ansicht mit dem Glockenturm (2019)

Die Kirche gehört zum bojkischen Bautypus der Holzkirchen, wie die ebenfalls zum Welterbe gehörenden Kirchen in Smolnik (Polen) und in Uschok (Ukraine). Der dreistöckige hölzerne Glockenturm hat einen quadratischen Grundriss. Die Schallöffnungen liegen direkt unter der Kuppel. Turm und Kirche sind mit Blech eingedeckt.